# 火山碎屑岩筒

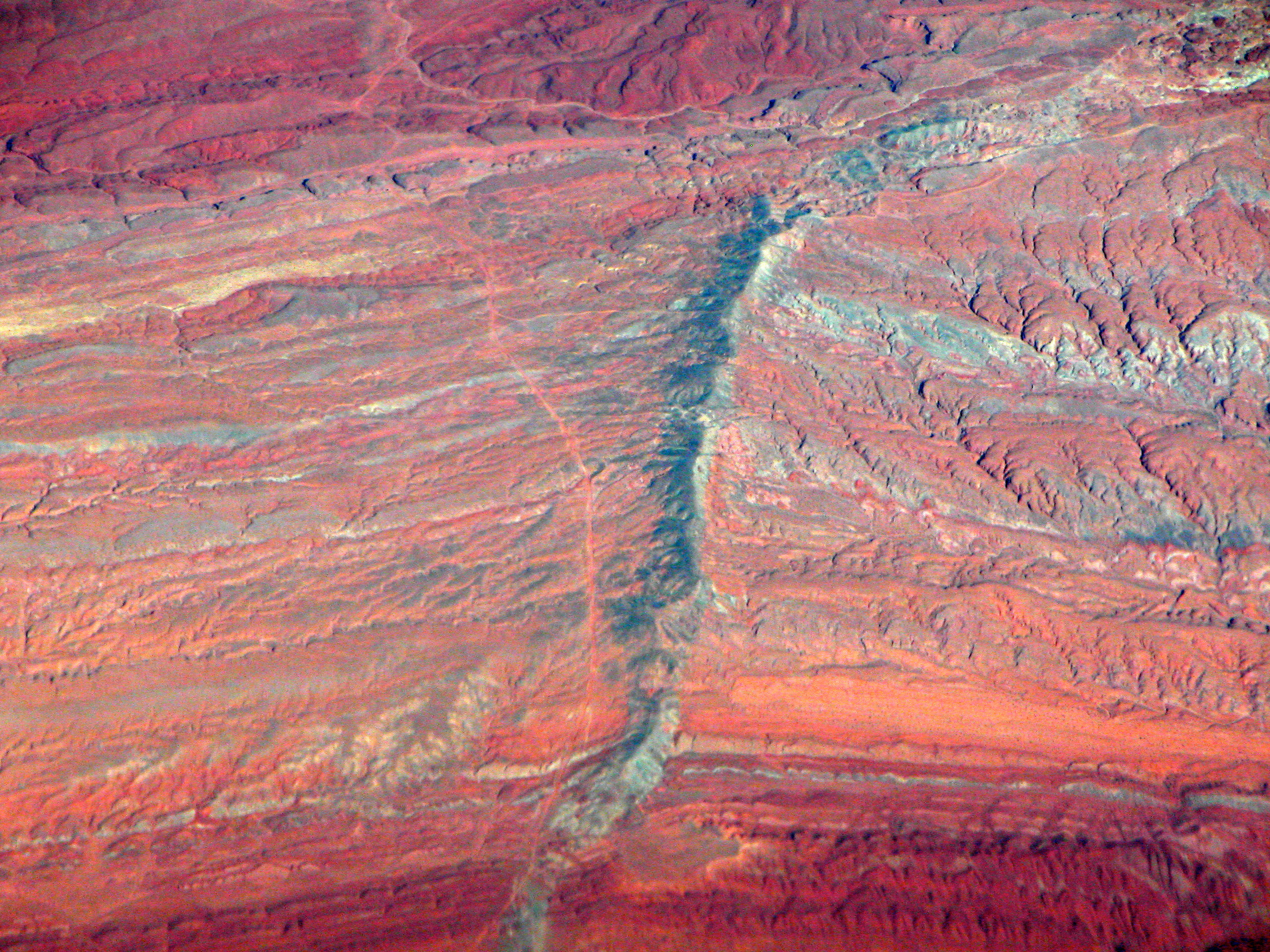
火山碎屑岩筒的空照圖。 產地：Moses Rock 岩脈，San Juan County, Utah

火山碎屑岩筒（英語：diatreme），有時被稱為maar-diatreme火山，是由氣體爆炸形成的火山通道。 當岩漿通過地殼裂縫上升並與淺層地下水接觸時，會造成熾熱的水蒸氣，它和火山氣體一起的快速膨脹，引起一系列爆炸。 而留下了一個相對較淺的低平火山口（maar）。原來地殼裂縫的通道也最後被岩石充滿。當火山碎屑岩筒 突破地表時，一般形成陡峭的倒錐形火山錐。火山碎屑岩筒一詞亦可指，由爆炸或靜水壓力造成的，任何由破碎岩石形成的凹形體。無論它是否與火山作用有關，這個詞來自古希臘語。

#### 分佈
火山碎屑岩筒火山是陸上和島嶼上第二常見的火山類型。大多數火成岩侵入體不會產生火山碎屑岩筒，因爲必須有地下水才能形成火山碎屑岩筒。例如加拿大不列顛哥倫比亞省的 Blackfoot diatreme 和 Cross diatreme皆爲火山碎屑岩筒。

#### 經濟地質
火山碎屑岩筒有時與經濟礦床共生，例如起源於上地幔的金伯利岩岩漿。 當此岩漿侵入而形成火山碎屑岩筒時，可帶出形成於150-200公里深度的鑽石。 金伯利岩岩漿有時含大塊鑽石的捕虜岩，更具經濟效益。